# Palmipenna dilatans
Palmipenna dilatans är en insektsart som beskrevs av Bo Tjeder 1967. Palmipenna dilatans ingår i släktet Palmipenna och familjen Nemopteridae. Inga underarter finns listade i Catalogue of Life.